# コルンベルク
コルンベルク (ドイツ語: Cornberg)はドイツ連邦共和国ヘッセン州カッセル行政管区のヘルスフェルト＝ローテンブルク郡に属す町村（以下、本項では便宜上「町」と記述する）である。この町はゾントラ川の上流域に位置している。コルンベルクは郡内で人口が最も少ない自治体である。

## 地理

### 位置
この町は南のバート・ヘルスフェルトおよび北のエシュヴェーゲとそれぞれ約 27 km 離れている。町域はシュテルツィンガー山地とリヒェルスドルファー山地との間に位置する。ゾントラ川がロッケンジュス地区とケーニヒスヴァルト地区を通って流れている。コルンベルク自体には、小川のコルンベルガー・ヴァッサーが流れており、ベルネブルク（ゾントラ地区）でゾントラ川に注ぐ。
この町の最低地点は、ロッケンジュスとベルネブルクとの間、ゾントラ川のウンターミューレの下にあたる海抜 254 m である。一方最高地点は、モーゼンベルクの海抜 465.8 m である。この山を越えたケーニヒスヴァルトの北東約 2 km を隣のローテンブルク・アン・デア・フルダ（ダンケローデ市区）との町境が通っている。

### 隣接する市町村
コルンベルクは、北はヴァルトカペル、東はゾントラ（ともにヴェラ＝マイスナー郡）、南東はネンタースハウゼン、南はベーブラ、西はローテンブルク・アン・デア・フルダ（以上、ヘルスフェルト＝ローテンブルク郡）と境を接している。

### 自治体の構成
行政の中心地であるコルンベルク地区の他に、北西のゾントラ川の谷にロッケンジュス地区とケーニヒスヴァルト地区がある。

## 歴史
ロッケンジュス集落は1274年に、ケーニヒスヴァルト集落は1351年にそれぞれ初めて文献に記録されている。コルンベルク入植地は1938年から1941年までリヒェルスドルファー山地の銅粘板岩の採掘や精錬労働者によって設けられたもので、当時はロッケンジュス町に含まれていた。これは三十年戦争以後旧ローテンブルク郡で唯一の新たな入植地であった。1954年4月1日、この入植地とそれまでロッケンジュスに属していた一部、メンヒホスバッハとラウテンハウゼンからコルンベルク町が成立した。

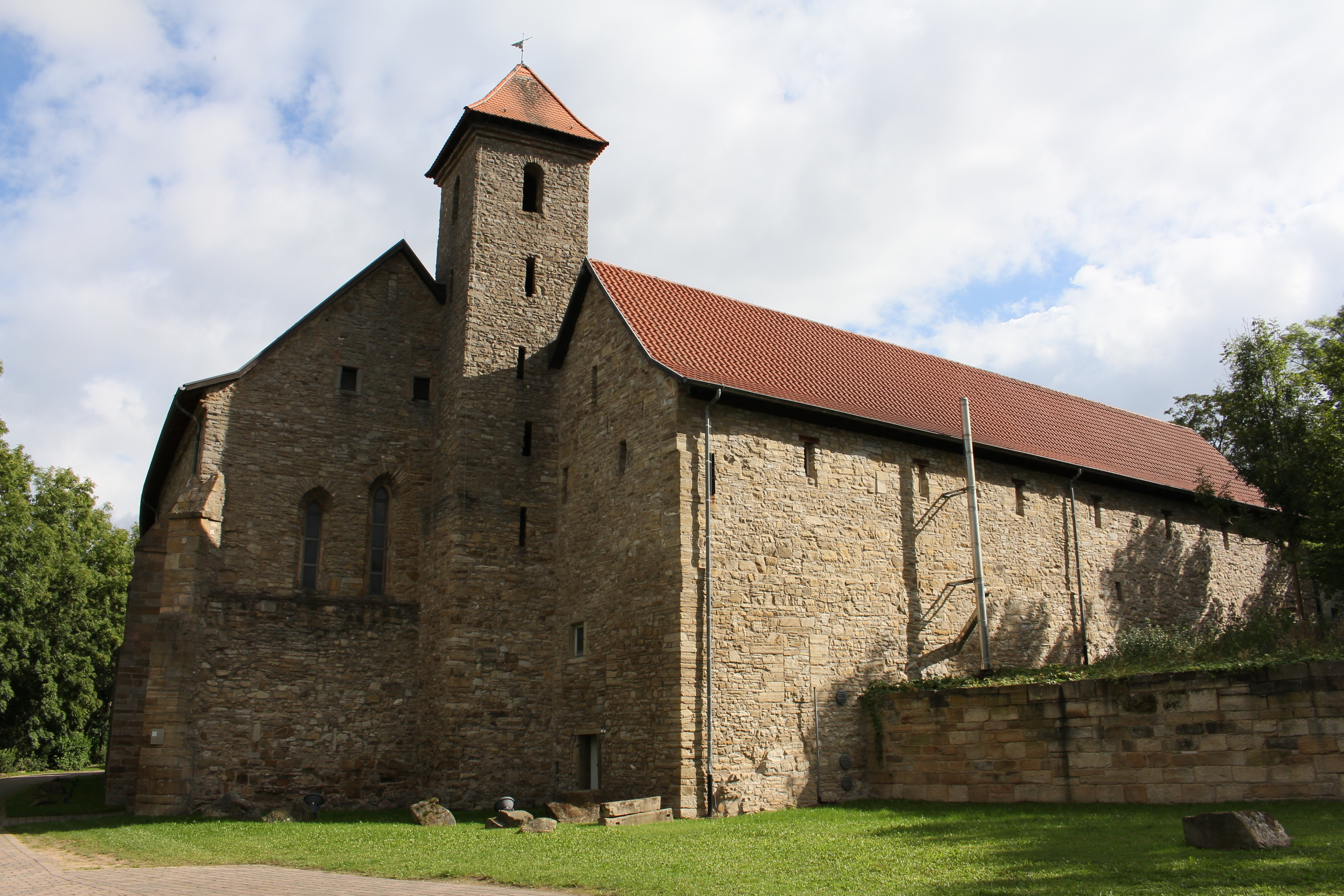
コルンベルク修道院

1296年ここに、ヘルスフェルト修道院の娘修道院としてベネディクト会女子修道院が設けられた。それまではブーベンバッハの聖ニコライ修道院の本拠地であった。コルンベルク修道院は1526年に廃止され、ヘッセン方伯の農場に改造された。
ヘッセン＝カッセル方伯ヴィルヘルム4世の非嫡出子フィリップ・ヴィルヘルム・フォン・コルンベルクはかつての修道院と父親の土地をレーエンとして引き継ぎ、これにちなんだ家名を名乗った。フィリップ・ヴィルヘルムは1598年にこれを異母兄のヘッセン＝カッセル方伯モーリッツに売却し、1627年にローテンブルガー・クヴァルトの一部として、2度目の結婚で得た息子たちに引き渡された。この家は1834年にヘッセン＝ローテンブルク方伯家が断絶するまで代官を務めたが、その後ヘッセン選帝侯に返上した。
旧修道院は1946年まで領邦の所有地であったが、それ以後はヘッセン州の所有となった。修道院周辺の老朽化した事務所や住居は、1957年から1973年までの間に取り壊された。ゴシック様式の修道院の回廊だけが遺されており、1990年から1994年に改修された。かつての二廊式教会（修道院の回廊の北翼）は現存する修道女の桟敷席とともに文化ステージとして利用されている。もう一つの現存する翼には公民館と博物館が入居している。東翼では料理店が営業している。
1945年から1949年までコルンベルクの集落全体と旧修道院は連合国救済復興機関の移民収容所とされた。ここには主にソヴィエト連邦やポーランドからの旧強制労働者が収容された。彼らの多くはここからカナダやアメリカ合衆国へ移住した。

### 町村合併
1971年10月1日に旧コルンベルクとロッケンジュスが合併した。1972年8月1日にそれまで独立していたケーニヒスヴァルトがこれに加わった。

## 行政

### 町議会
コルンベルクの町議会は、2016年の町議会選挙以降、11議席で構成されている。

### 首長
無所属のアヒム・グロースクルトは2002年10月20日の選挙で 52.5 % の票を得て町長に選出された。彼は2008年に 91.7 %、2014年の選挙でも 60.8 % の票を得てそれぞれ再選された。2020年11月1日の選挙では、カーチャ・ゴンザレス・コントレラスが 65.1 % の票を獲得して町長に選出された。

### 紋章
図柄: 紋章は上下二分割。上部は銀地に歩く赤い獅子。下部は、左右5列、上下3行の赤と銀の市松模様。
この町の紋章は、1981年2月26日にヘッセン州内務大臣の認可を得た。
解説: この町の紋章は、コルンベルク男爵家の紋章に由来しており、配色だけが違っている。歩く獅子はヘッセン家の家系であることを示している。市松模様について、家紋での配色は青、赤、銀である。

## 経済と社会資本

### 交通
コルンベルク地区は連邦道 B27号線と鉄道ベーブラ - ゲッティンゲン線が通っている。コルンベルクから郡道 K52号線がロッケンジュスへ、そこからさらに K57号線がケーニヒスヴァルトへ伸びている。

## 文化と見所

### 博物館
- コルンベルク修道院郷土文化博物館と砂岩博物館
- 鉱石展示庫を持つ珪岩質砂岩採石場: ツェヒシュタイン統（ドイツ語版、英語版）およびペルム紀の小型恐竜の足跡の発掘地

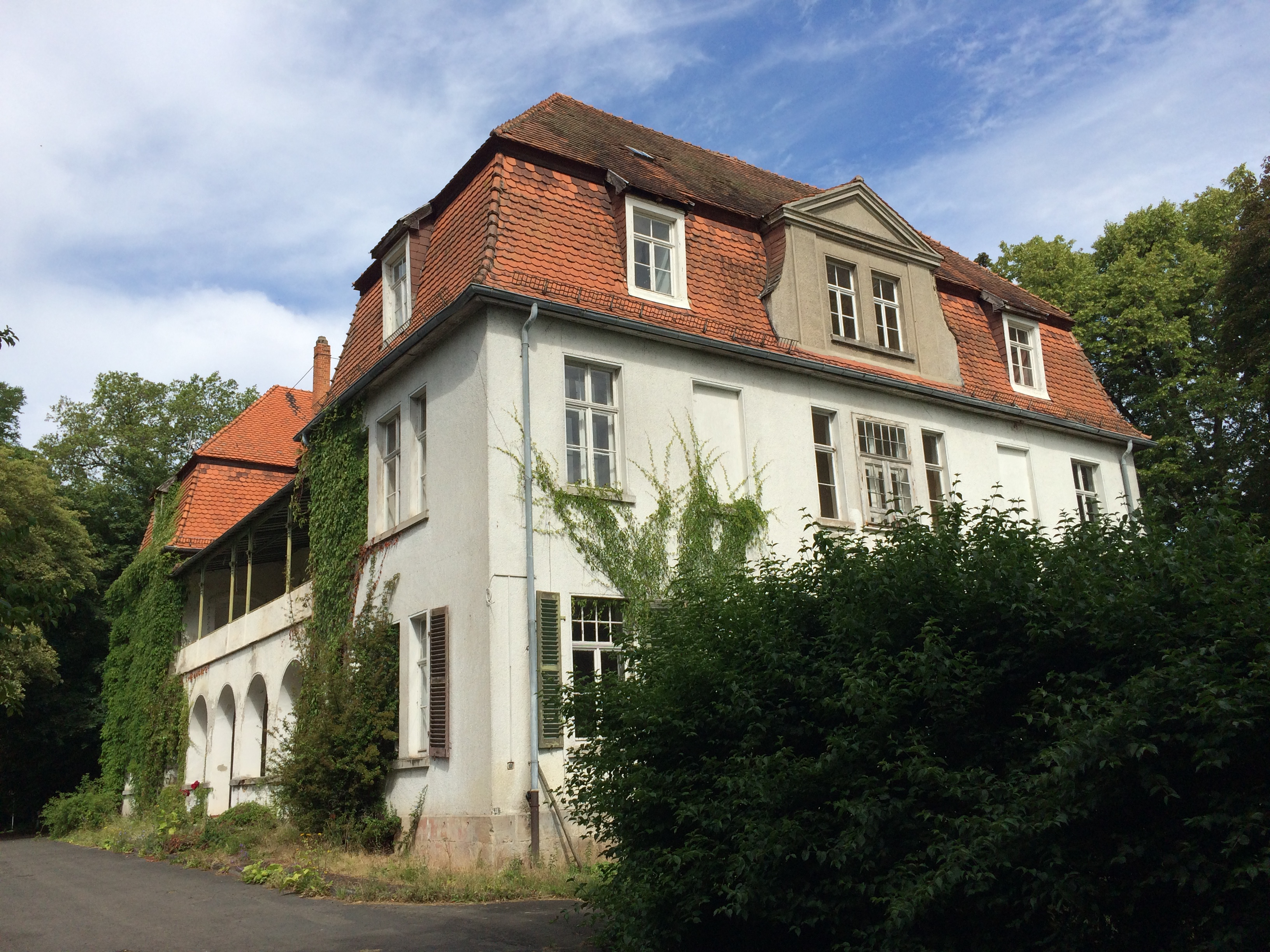
リッタースハイン城

### 建築
- コルンベルク修道院（1292年 - 1296年建造）
- リッタースハイン城